# غايمار الأول من ساليرنو
غايمار الأول  (855 - 901) كان أمير ساليرنو منذ 880، عندما دخل والده دير مونتي كاسينو في أغسطس. كان والداه الأمير غايفر ولانديلايكا ابن لاندو الأول من كابوا. منذ 877، ارتبط اسمه بوالده على العرش وهي عادة بدأت في السلالة السابقة واستمرت حتى نهاية الاستقلال الساليرني في 1078.